# Arturo del Castillo Lugo
El general de brigada Arturo del Castillo Lugo (Mixquiahuala de Juárez, Hidalgo, 9 de febrero de 1881 - Mixquiahuala de Juárez, Hidalgo, 3 de mayo de 1959) fue un militar, revolucionario, periodista, poeta y médico autodidacta.
Nació en Mixquiahuala de Juárez, Hidalgo, el 9 de febrero de 1881, siendo el quinto hijo de Felipe del Castillo Vázquez y Luz Lugo Valdés. Se casó en primeras nupcias con Marciana Aguirre de Del Castillo con la que procreó seis hijos: Ofelia (murió a los dos años), Romeo y Efraín (gemelos, Efraín murió de dos años), Ofelia, Arturo y Efraín. Trabajó como administrador en la Hacienda de Santa Rita al servicio de Don Gaspar Rivera, dueño de la hacienda. 
Se dedicó al cultivo de las letras adquiriendo de forma autodidacta una considerable cultura que lo llevaría a militar en el liberalismo de su tiempo. Durante el porfirismo fue uno de los fundadores del “Club Melchor Ocampo”, representado en el Congreso de San Luis Potosí, en el cual fungió como secretario. En 1909 se inició en el periodismo de combate colaborando en publicaciones de izquierda como México nuevo, El sufragio nuevo y La voz de Juárez, siendo director interino de este último en dos ocasiones.
Como luchador del pueblo consideró que el fanatismo era el gran causante de su propia miseria y junto con los generales Cristóbal Rodríguez, Celestino Quezada y Cerón y Miguel Cid Ricoy fundó el periódico La Gaceta Liberal, a través del que combatía al clero y al gobierno porfirista, con lo que se declaró enemigo del régimen y por lo cual fue perseguido.
En 1910 se sumó decididamente a la lucha revolucionaria militando en las fuerzas del general Cándido Navarro. Después se incorporó a las huestes del Ejército Liberador del Sur, comandado por el general Emiliano Zapata, donde fue ascendido al rango de general. Durante la ocupación de la Ciudad de México, desempeño el puesto de Secretario del Cuartel General del Sur.
Durante este tiempo, su familia tuvo que salir violentamente a Cuernavaca debido a la lucha revolucionaria. Mientras el general Arturo del Castillo permanecía en el frente cuidaba de su familia a través de su asistente que se encargaba de cubrir todas las necesidades de su familia; incluso llevaba a sus hijos a la escuela. Previendo que los carrancistas tomaría posesión de la ciudad, el general del Castillo tuvo el cuidado de transferir a su familia a un lugar más seguro (vivían en el zócalo de la ciudad), proveyéndolos de los víveres necesarios que ocultó en el sótano para momentos de escasez.
El 2 de enero de 1915, a nombre del gen eral Emiliano Zapata y junto con el general Melchor Camacho Guerrero y otros revolucionarios agraristas, cumplió con los postulados del Plan de Ayala y restituyó la posesión de las tierras de las haciendas de Uluapa y Tlahuelilpan y las del hoy Ejido de Mixquiahuala a los pueblos de Mixquiahuala, Tetepango, Ajacuba, Tlaxcuapan, Tlahuelilpan, Tezontepec, Tepitic y Tunitlán firmando el Acta de Posesión de Tierras Entregadas.
Don Pablo González, Jefe Carrancista citó a Dña. Marciana a la comandancia y, mientras ella asistía, su casa fue revisada y despojada de todo objeto de valor. Dn. Pablo citó al general Arturo del Castillo comunicándole que su familia estaba detenida hasta que él se presentara (lo cual no era cierto). De esta manera lo prendieron y sentenciaron a muerte, conmutándole esta pena por la de veinte años de prisión en la Penitenciaría del Distrito Federal de los cuales sólo estuvo preso tres. Durante el tiempo que estuvo preso salió varias veces de la Penitenciaría sin custodio, “debido a la gentileza y a la hombría del poeta y revolucionario Justino N. Palomares, entonces Subdirector del Penal, que no vacilaba en aceptar la pena de Del Castillo, si éste se fugara.”
Durante este tiempo, la Sra. Marciana Aguirre tuvo que hacerse cargo del cuidado de la familia dedicándose al comercio a través de una miscelánea. Cuenta su hija Ofelia (que se convirtió en monja de la Congregación de Dominicas de Santo Tomás de Aquino) que el 2 de noviembre de 1918 era santo de su madre y su papá pidió en la Penitenciaría que le permitieran ir a  comer a su casa con su familia. Le concedieron ir con dos guardias. "Llegó a la casa y mientras era la hora de comer, nos llevó a la Alameda de Santa María y estuvo jugando con nosotros. Los guardias se dedicaron a beber en una cantina y se quedaron dormidos en una banca de la Alameda. Nosotros fuimos a la casa a comer y, al atardecer mi papa se despidió y volvió solo a la Penitenciaría diciendo al Jefe y autoridades lo sucedido con sus guardias." Al año siguiente fue liberado y regresó con su familia aunque, al poco tiempo de su regreso, su esposa, Dña. Marciana Aguirre, moriría.
En abril de 1919, el general Arturo del Castillo acudió al arzobispado para pedir un sacerdote y licencia para abrir y asear la parroquia de San Antonio en Mixquiahuala de Juárez, Hidalgo donde, el 19 de abril de 1919 por la tarde, serían bautizados todos sus hijos a instancias de la madre del general. La familia no permanecería en su tierra natal sino que partirían nuevamente hacia la Ciudad de México y de ahí, para Acámbaro donde fue comerciante en semillas y carbón de piedra por furgón. Al mismo tiempo fue elegido como diputado del Congreso de la Unión.
Durante su estancia en Acámbaro intentaría restablecer la confianza y fraternidad rota por la lucha revolucionaria que había enfrentado muchas veces a vecinos contra vecinos y a familias contra familias. Para ello fundó la Sociedad Mutualista Cooperativa, organizó el concurso "La Reina de la Simpatía" y el periódico "La Unión" que dedicaba la última página para que los niños escribieran dentro de ella. Aproximadamente en el año de 1921, se muda con toda su familia a Mixquiahuala de Juárez.
De 1921 a 1923 fue Diputado de la XXVI Legislatura Local durante el gobierno del general Azuara, distinguiéndose por su absoluta independencia y viril actitud. Alrededor de 1922, el general del Castillo se vuelve a casar en segundas nupcias con la Srta. Consuelo Rubio con quien tuvo cuatro hijos: Armando, Arturo, Consuelo (que muere al nacer Jorge) y Jorge. Durante este tiempo, residió en Pachuca por haber sido electo como diputado del Estado de Hidalgo. Al final el periodo legislativo, se retiró de la actividad pública y se trasladó al Estado de Guerrero para buscar minerales. Con formación autodidacta, comenzó a dar consultas médicas en Chichihualco, Guerrero. 
El 23 de junio de 1940 se funda el Frente Zapatista de la República con los sobrevivientes del zapatismo en el que participa animadamente y tras el agravamiento de la salud de su madre, regresa a su ciudad natal, Mixquiahuala de Juárez, dedicándose a las actividades del campo.
En enero de 1944, publicó la revista mensual de variedades El eco de Mixquiahuala, donde fungió como director al lado de Jesús A. Cerón. Esta publicación destacaba información y cultura propia del municipio mencionando siempre el eco de su enorme grandeza espiritual y el sentir general del pueblo. Se conserva una muestra de su obra poética en la Antología de poetas hidalguenses publicada por Rafael Vega Sánchez, quien lo define como un luchador que consagró su vida a las letras y a las luchas sociales.
El 20 de noviembre de 1952 fue condecorado en Pachuca como veterano de la Revolución y en 1955 fue reconocido por sus méritos entregándole la medalla de la “Legión de honor” por el presidente de México. 
Muere en Mixquiahuala de Juárez, Hidalgo, el 3 de mayo de 1959.